# 鴨方町
鴨方町（かもがたちょう）は、かつて岡山県の南西部、浅口郡にあった町である。2006年3月21日に浅口郡内の金光町、寄島町との合併により浅口市となり、その中心地として市役所本庁が置かれている。

## 歴史
- 1672年（寛文12年） - 岡山藩主池田光政の二男政言（まさこと）が25,000石で鴨方藩を立藩。備中国浅口郡、小田郡、窪屋郡を領有し陣屋を鴨方に置いた。通称、岡山新田藩。
- 1871年（明治4年）7月 - 廃藩置県で鴨方県となる。
- 1872年（明治5年）11月 - 周辺地域と合併し深津県、小田県を経て1876年（明治9年）に岡山県へ編入。
- 1889年（明治22年）6月1日 - 町村制により、浅口郡鴨方村、六条院村が誕生。
- 1905年（明治38年）4月1日、鴨方村が浅口郡津田村、小坂村と合併し、改めて鴨方村が発足[1][2]。
- 1925年（大正14年）10月25日 - 鴨方村が町制、鴨方町となる。
- 1934年（昭和9年）7月1日 - 六条院村が町制、六条院町となる。
- 1955年（昭和30年）4月1日 - 鴨方町と六条院町が合併。面積36.25 km2、人口17,193人、世帯数3,433世帯にて新・鴨方町が誕生した。
- 1957年（昭和32年） - 小田郡矢掛町浅海地区の一部を編入し、面積は36.38km2となる。
- 1960年（昭和35年）11月 - 国立天文台岡山天体物理観測所営業開始。
- 1961年（昭和36年）10月 - 高松宮が来臨。
- 1962年（昭和37年）10月 - 昭和天皇・香淳皇后が行幸。
- 1988年（昭和63年） - 建設省（現国土交通省）国土地理院の調査により、面積が0.06km2増加に修正され、36.44km2となった。
- 1990年（平成2年） - 地方博ブームの影響で鴨方めん博が開催される。
- 2006年（平成18年）3月21日 - 同郡内の金光町、寄島町と合併し市制を施行、浅口市発足。

## 行政
町長
- 田主智彦（としひこ ： 4期） - 1991年（平成3年）に当時現職の大西恒夫を破り初当選。その後2度に渡り大西と町長を争う。前回2004年の町長選では初の無投票当選を果たす。

歴代村長
（）内は旧鴨方村からの通算
- 初代 ： 徳田尚二 1889年9月26日 - 1890年7月29日
- 二代 ： 富田雄太郎 1890年7月30日 - 1898年7月29日（2期）
- 三代 ： 高戸栄三郎 1898年10月29日 - 1898年11月2日
- 四代 ： 富田雄太郎 1898年11月17日 - 1902年7月3日
- 五代 ： 富田義夫 1902年10月27日 - 1905年3月31日

　※1905年4月1日に鴨方村・小坂村・津田村が合併し鴨方村に
- 初代（六代） ： 富田義夫  1905年9月16日 - 1912年9月23日（2期）
- 二代（七代） ： 石井康三郎 1912年10月3日 - 1916年1月27日
- 三代（八代） ： 横山富太郎 1916年6月7日 - 1917年9月23日
- 四代（九代） ： 橋本武一 1917年12月7日 - 1925年10月25日（3期）

※1925年10月25日に町制施行で鴨方町に
歴代町長
（）内は旧鴨方町からの通算
- 初代 ： 橋本武一 1925年10月26日 - 1929年12月1日
- 二代 ： 平井才一郎 1929年12月17日 - 1934年11月12日（2期）
- 三代 ： 富田義夫 1934年11月26日 - 1940年7月25日（2期）
- 四代 ： 井上良一郎 1940年7月28日 - 1941年11月22日
- 五代 ： 山根敏夫 1942年4月4日 - 1945年3月4日
- 六代 ： 秋田貞治 1945年4月12日 - 1946年10月30日
- 七代 ： 杣治三一 1946年10月31日 - 1955年3月31日（3期）

　※1955年4月1日に六条院町と合併し鴨方町に
- 初代（八代） ： 加藤市三郎 1955年4月16日 - 1967年4月29日（3期）
- 二代（九代） ： 小林芳郎 1967年4月30日 - 1983年4月29日（4期）
- 三代（十代） ： 大西恒夫 1983年4月30日 - 1991年4月29日（2期）
- 四代（十一代） ： 田主智彦 1991年4月30日 -

歴代村長
- 旧津田村
  - 初代 ： 塚村嘉次太 1889年7月31日 - 1901年7月30日（3期）
  - 二代 ： 小田杢之輔 1901年8月1日 - 1901年8月13日
  - 三代 ： 塚村修三 1901年8月29日 - 1905年3月31日

- 旧小坂村
  - 初代 ： 中元常次郎 1889年7月26日 - 1893年7月25日
  - 二代 ： 原光太郎 1893年7月26日 - 1894年9月30日
  - 三代 ： 中元常次郎 1894年10月16日 - 1905年3月31日（3期）

### 議会
- 定数 16人
- 会派 公明党1人 共産党1人

## 地理
町の中央部は比較的平坦である。中央部を挟み込むように南部と北部は山林となっている。
- 面積 ： 36.44km2
- 人口 ： 19,206人（2004年12月31日現在）
- 世帯数 ： 6,428世帯（2004年12月31日現在）

### 地勢
- 山 ： 遙照山、竹林寺山、阿部山、竜王山
- 河川 ： 鴨方川、里見川

## 公共機関
- 鴨方郵便局
- かもがた町家（まちや）郵便局（平成16年3月16日　鴨方本町郵便局より改称）
- かんぽの宿遙照山
- 笠岡地区消防組合鴨方消防署
- 岡山県西南水道企業団鴨方浄水場
- 鴨方町鴨方浄化センター
- 鴨方町立図書館

## 教育

### 小学校
- 浅口市立鴨方西小学校
- 浅口市立鴨方東小学校
- 浅口市立六条院小学校

### 中学校
- 浅口市立鴨方中学校

### 高等学校
- 岡山県立鴨方高等学校
- 学校法人第一原田学園 おかやま山陽高等学校

### 専門学校
- 学校法人第一原田学園 岡山自動車工業専門学校

## 産業

### 特産品
- 手延べそうめん（かもがた素麺）
- 手延うどん（かもがたうどん）
- 手延ひやむぎ（備中素麺）
- 日本酒
- 天文台もなか
- 最上塗り
- 桃
- 天文いちご
- 坊ちゃんカボチャ

## 企業
- 丸本酒造株式会社
- かも川手延素麺株式会社
- 株式会社スズキ麺工
- 株式会社平喜酒造
- 株式会社麺匠かもがた本舗
- 麺匠鴨川水車

## 商業施設
- 天満屋ハピータウン鴨方店
- ザ・ビッグ鴨方店
- コープ鴨方
- サンエー鴨方店

## 交通

### 道路
- 町内を通る高速道路
- 山陽自動車道　鴨方IC
- 町内を通る一般国道
  - 国道2号
- 町内を通る一般県道
  - 岡山県道60号倉敷笠岡線
  - 岡山県道64号矢掛寄島線
  - 岡山県道155号鴨方矢掛線
  - 岡山県道194号鴨方停車場線
  - 岡山県道284号東安倉鴨方線
  - 岡山県道431号六条院東里庄線
  - 岡山県道434号小坂西六条院中線

### 鉄道
- JR西日本山陽本線 ： 鴨方駅

## 電気
才賀藤吉が1912年（大正元年）8月事業許可を受け浅口電気を設立し発電所（瓦斯力、出力33.75kW）を六條院村に建設。1913年（大正2年）10月に事業開始した。供給区域は寄島町、鴨方村、黒崎村、三和村、六條院村。1922年（大正11年）6月中国水力電気に合併。

## 出身有名人
- 西山拙斎（江戸時代の儒学者。関西の孟子と呼ばれた）
- 赤松月船（詩人、僧侶）
- 春一番（お笑いタレント）
- 田嶋陽子（女性学研究家、英文学者、タレント）
- 宮原雄一（実業家)
- 遠藤寛子（RSK山陽放送アナウンサー）

## ゆかりのある有名人
- 諸見里しのぶ（プロゴルファー）おかやま山陽高等学校卒業[6]。

## 名所・旧跡
- かもがた町家公園
- 国立天文台岡山天体物理観測所（通称：竹林寺山天文台）
- 阿部神社（安倍晴明が天体観測を行った伝説の残る地）
- 鴨山城址（細川道薫が鴨山に建築した山城）
- 遙照山
- 明王院
- 宮の石橋
- 天草公園
- ふるさとかもがたプラザ（ビッグハット）

## 祭事・行事
- 夏祭りかもがた（7月）
- 産業祭かもがた（11月）
- 素麺流し（7月 - 8月）それぞれの製麺家が独自に開催

## 姉妹都市
- ティーツリーガーリ市（オーストラリア）
- 高安市（中華人民共和国）

## キャッチコピー
- 星とあじわいの郷かもがた